# Mont Tokachiporoshiri
Le mont Tokachiporoshiri (十勝幌尻岳, Tokachiporoshiri-dake) est une montagne culminant à 1 846 m d'altitude dans les monts Hidaka de l'île de Hokkaidō au Japon.